# إيزابيل سيرا
إيزابيل سيرا (مواليد 1989) ناشطة وسياسية إسبانية. وهي عضو في مجموعة بوديموس البرلمانية في جمعية مدريد.

## السيرة الشخصية
ولدت في 15 أغسطس 1989 في مدريد، وهي ابنة فرناندو سيرا والأخت الصغرى لكلارا سيرا الكاتبة والفيلسوفة النسوية.
في عام 2013 عندما كانت جزءًا من حركة إم-15 ظهرت في الحلقة الرابعة من الموسم الأول من المسلسل التلفزيوني: نائب HBO: كتلة الديك الصينية والانهيار الأوروبي. في تلك الحلقة يمكن رؤية سيرا وشباب آخرين وهم يخربون أجهزة الصراف الآلي للبنوك ويصنعون رسومات. عاد الفيديو إلى الظهور عندما تم انتخابها كأحد مقاعد بوديموس لجمعية مجتمع مدريد المستقل في عام 2019.
تخرجت في الفلسفة ثم حصلت على درجة الماجستير في الاقتصاد. شاركت في الحركة الطلابية ضد عملية بولونيا خلال فترة دراستها الجامعية وكانت من مؤسسي مجموعة شباب بلا مستقبل الجماعية، كما شاركت في احتجاجات 15 مليونًا.
في 27 أبريل 2018 أعلنت سيرا تسريحها من منظمة أنتيكاباليستاس بزعم وجود «تناقضات مع بعض القرارات السياسية والاستراتيجية».
اتُهمت سيرا في 2018 بارتكاب جنحة «الاضطرابات العامة» لأنها شاركت في احتجاج ضد الإخلاء في 2014. وقررت المطالبة برفع الحصانة البرلمانية عنها في فبراير 2018 من أجل مواجهة الإجراءات القضائية. بما أن الأعمال تمت قبل أن تؤدي اليمين الدستورية فلن يكون للحصانة تأثير في أي من الاتجاهين. في أبريل 2020 أدينت وحكم عليها بالسجن 19 شهرًا.